# Hanneke Beaumont

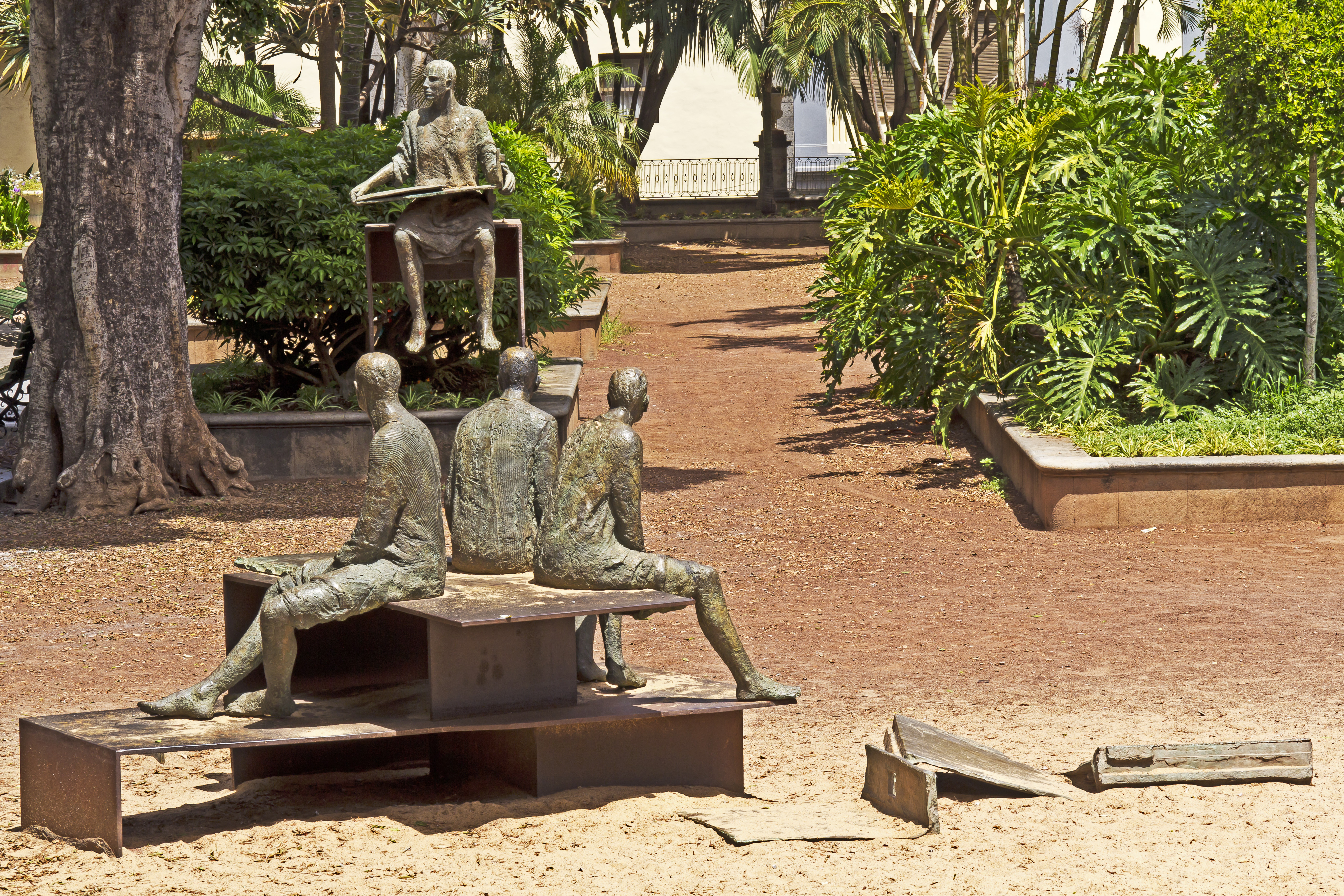
Coraje, 1995, de Hanneke Beaumont. Islas Canarias, España

Hanneke Beaumont (Maastricht, Países Bajos, 1947) es una escultora holandesa conocida por sus obras figurativas a gran escala en terracota, bronce y hierro fundido.

## Biografía
Nació en 1947 en el seno de una gran familia católica de Maastricht. Estudió odontología en Estados Unidos en el Forsyth Dental Center y la Northeastern University en Boston, Massachusetts, pero regresó a Europa para formar una familia en Bélgica.Inició sus estudios artísticos en 1977 en la Escuela de Artes Braine-l'Alleud (Académie de Braine l'Alleud). Recibió su primera exposición individual en 1983.  
Continuó su educación en La Cambre, Bruselas de 1983 a 1985, seguida de estudios en Hogere Rijksschool van beeldende Kunsten, Anderlecht de 1985 a 1988.

### Trayectoria artística
Comenzó a trabajar en arcilla y gradualmente avanzó hacia la finalización de sus obras en bronce y hierro fundido.En 1994, fue honrada con un importante premio del Centro Internacional de Arte Contemporáneo, Château Beychevelle, St. Julien, Francia, por su grupo de esculturas de terracota Le Courage. Poco después participó en la segunda Exposición Internacional de Esculturas en la Calle, organizada por el Colegio de Arquitectos de Canarias, en Santa Cruz de Tenerife, España, donde quedó instalada de forma permanente su obra.
Desde 2005, varios museos han realizado retrospectivas de su trabajo, entre los que se encuentran el museo Beelden aan Zee en La Haya, el Frederik Meijer Gardens & Sculpture Park en Grand Rapids, Michigan, el Vero Beach Museum of Art y el Baker Museum en Florida, y el Copelouzos Family Art Museum en Atenas, Grecia.

En Bruselas, es ampliamente reconocida por sus instalaciones monumentales como Stepping Forward (2008) instalada frente al Consejo de la Unión Europea, Le Courage a la entrada del hospital Erasmus, la obra pública Le Départ (1996) en el aeropuerto de Bruselas, e Interaction & Self-Protection en Ganshoren. Presente en numerosas colecciones públicas y privadas, su arte se ha expuesto en Estados Unidos, Reino Unido, Canadá, Bélgica, Francia, Alemania, España, Países Bajos y Suiza.

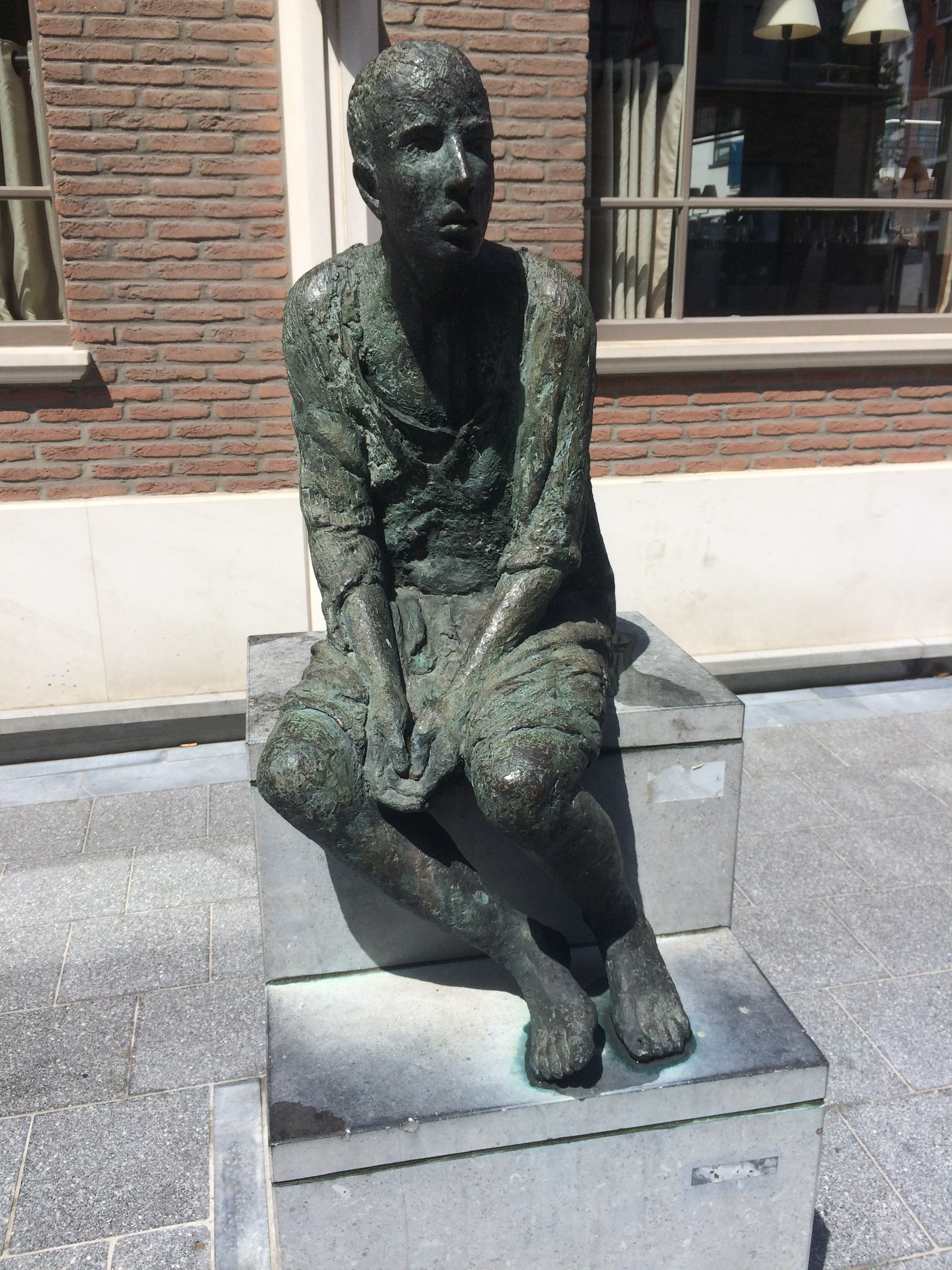
Escultura de Hanneke Beaumont

En Estados Unidos ha realizado varias exposiciones individuales en la Galería Contessa de Cleveland, Ohio.  En el Reino Unido, su obra se ha exhibido en una serie de exposiciones individuales en Robert Bowman Modern en Londres.
Beaumont ha dicho que se identifica como una "persona de arcilla",y muchas de sus obras terminadas conservan las marcas hechas en ese material, con superficies algo ásperas y sin refinar.Comenzó a trabajar con modelos vivos al principio de su carrera, pero luego abandonó esta actividad. Sus formas han sido descritas como andróginas. Sus esculturas representan al 'Hombre' en un sentido más amplio y aborda grandes cuestiones de la condición humana. Muchas de las figuras de Beaumont no parecen ni masculinas ni femeninas, ni jóvenes ni viejas.No aparecen como retratos de individuos particulares ni están modelados a partir de formas humanas idealizadas. Físicamente, son aproximaciones a los seres humanos y, como tales, proporcionan una manera de considerar, desde la distancia, ideas generales sobre la naturaleza humana.
En 2014, Beaumont trasladó su casa y su estudio de Bruselas a los Países Bajos. Pasa su tiempo de estudio trabajando en Pietrasanta, Italia y Middelburg, Países Bajos, donde a principios de 2015 adquirió un almacén del siglo XVIII como estudio.